# Trần Phú, thành phố Hà Tĩnh
Trần Phú là một phường thuộc thành phố Hà Tĩnh, tỉnh Hà Tĩnh, Việt Nam.

## Địa lý
Địa giới hành chính:
- Phía Tây và phía Bắc giáp phường Thạch Linh
- Phía Đông giáp các phường Bắc Hà, Nguyễn Du
- Phía Nam giáp phường Hà Huy Tập.

Phường Trần Phú có diện tích tự nhiên 107,32ha, với 1417 hộ dân, 5127 người, với 1260 lao động.

## Hành chính
Phường Trần Phú được chia thành 9 khối phố.

## Lịch sử
Ngày 23 tháng 12 năm 1993, Chính phủ ban hành Nghị định số 101-CP (nghị định có hiệu lực từ ngày 1 tháng 7 năm 1994) về việc thành lập phường Trần Phú trên cơ sở điều chỉnh một phần diện tích và nhân khẩu của phường Bắc Hà và 2 xã: Thạch Linh, Thạnh Quý.
Phường Trần Phú có 146,8 ha diện tích đất tự nhiên và 3.647 nhân khẩu.
Năm 2007, phường Trần Phú cắt 39,48 ha diện tích đất tự nhiên chuyển về phường Nguyễn Du.
Ngày 13 tháng 12 năm 2018, HĐND tỉnh Hà Tĩnh ban hành Nghị quyết số 126/NQ-HĐND về việc:
- Sáp nhập tổ dân phố 5 vào tổ dân phố 6.
- Sáp nhập tổ dân phố 7 vào tổ dân phố 4 và tổ dân phố 8.

Ngày 17 tháng 7 năm 2019, HĐND tỉnh Hà Tĩnh ban hành Nghị quyết số 157/NQ-HĐND về việc sáp nhập tổ dân phố Bắc Tiến vào tổ dân phố Hợp Tiến.
Phường Trần Phú có 7 tổ dân phố: 1, 2, 3, 4, 6, 8, 9.
Ngày 14 tháng 11 năm 2024, Ủy ban Thường vụ Quốc hội ban hành Nghị quyết số 1283/NQ-UBTVQH15 về việc sắp xếp đơn vị hành chính cấp huyện, cấp xã của tỉnh Hà Tĩnh giai đoạn 2023 – 2025 (nghị quyết có hiệu lực từ ngày 1 tháng 1 năm 2025). Theo đó, sáp nhập toàn bộ 6,26 km² diện tích tự nhiên và quy mô dân số là 13.971 người của phường Thạch Linh vào phường Trần Phú.
Phường Trần Phú có 7,25 km² diện tích tự nhiên và quy mô dân số là 24.791 người.